# Baltic Cup 2020
Der Baltic Cup 2020 war die insgesamt 48. Austragung des Turniers der baltischen Fußballnationalmannschaften seit der Erstaustragung im Jahr 1928 und sollte vom 3. bis zum 11. Juni 2020 in den drei baltischen Staaten Estland, Lettland und Litauen stattfinden. Es wurde im Juni 2020 aber aufgrund der COVID-19-Pandemie zunächst auf unbestimmte Zeit verschoben. Das Turnier fand schließlich vom 1. bis zum 10. Juni 2021 statt.
An dem Turnier nahmen die Nationalmannschaften aus den drei baltischen Staaten Estland, Lettland und Litauen teil. Titelverteidiger war Lettland.

## Gesamtübersicht
| Pl.                        | Verein   | Sp. | S | U | N | Tore    | Diff. | Punkte |
| -------------------------- | -------- | --- | - | - | - | ------- | ----- | ------ |
| 1.                         | Estland  | 2   | 2 | 0 | 0 | 003:100 | +2    | 06     |
| 2.                         | Lettland | 2   | 1 | 0 | 1 | 003:200 | +1    | 03     |
| 3.                         | Litauen  | 2   | 0 | 0 | 2 | 001:400 | −3    | 0      |
| Sieger des Baltic Cup 2020 |          |     |   |   |   |         |       |        |

|                          |   |          |           |
| 1. Juni 2021 in Vilnius  |   |          |           |
| Litauen                  | – | Estland  | 0:1 (0:0) |
| 4. Juni 2021 in Liepāja  |   |          |           |
| Lettland                 | – | Litauen  | 3:1 (1:0) |
| 10. Juni 2021 in Tallinn |   |          |           |
| Estland                  | – | Lettland | 2:1 (2:0) |

## Litauen gegen Estland
| Litauen                                                                | Litauen | Estland | Estland |
| ---------------------------------------------------------------------- | --- | --- | ------- |
| Litauen                                                                | \| Dienstag 1. Juni 2021 um 19:00 Uhr (Ortszeit) in Vilnius (LFF-Stadion) \| \| Ergebnis: 0:1 (0:0) \| \| Zuschauer: 3.700 \| \| Schiedsrichter: Aleksandrs Anufrijevs ( Lettland) \| \| Spielbericht \| | \| Dienstag 1. Juni 2021 um 19:00 Uhr (Ortszeit) in Vilnius (LFF-Stadion) \| \| Ergebnis: 0:1 (0:0) \| \| Zuschauer: 3.700 \| \| Schiedsrichter: Aleksandrs Anufrijevs ( Lettland) \| \| Spielbericht \| | Estland |
| Litauen                                                                | Tomas Švedkauskas – Saulius Mikoliūnas , Markas Beneta (19. Donatas Kazlauskas), Edvinas Girdvainis – Egidijus Vaitkūnas, Martynas Dapkus (22. Fedor Černych), Domantas Šimkus, Arvydas Novikovas (15. Deimantas Petravičius) – Tautvydas Eliošius (26. Ovidijus Verbickas), Justas Lasickas (83. Donatas Kazlauskas), Karolis Laukžemis (53. Vykintas Slivka) Cheftrainer: Valdas Urbonas | Matvei Igonen – Vlasiy Sinyavskiy (56. Sander Puri), Joonas Tamm (68. Karol Mets), Märten Kuusk, Maksim Paskotši (68. Markus Soomets), Artur Pikk (87. Bogdan Vaštšuk) – Konstantin Vassiljev (87. Robert Kirss), Vladislav Kreida, Mattias Käit – Rauno Sappinen (80. Henri Anier) Cheftrainer: Thomas Häberli ( Schweiz) | Estland |
| Litauen                                                                | 0:1 Henri Anier (59.) | | Estland |
| Litauen                                                                | Saulius Mikoliūnas (90.) | Sander Puri (83.) | Estland |
| Dienstag 1. Juni 2021 um 19:00 Uhr (Ortszeit) in Vilnius (LFF-Stadion) | | |         |
| Ergebnis: 0:1 (0:0)                                                    | | |         |
| Zuschauer: 3.700                                                       | | |         |
| Schiedsrichter: Aleksandrs Anufrijevs ( Lettland)                      | | |         |
| Spielbericht                                                           | | |         |

## Lettland gegen Litauen
| Lettland                                                                  | Lettland | Litauen | Litauen |
| ------------------------------------------------------------------------- | --- | --- | ------- |
| Lettland                                                                  | \| Freitag 4. Juni 2021 um 19:00 Uhr (Ortszeit) in Liepāja (Daugava Stadium) \| \| Ergebnis: 3:1 (1:0) \| \| Zuschauer: 2.305 \| \| Schiedsrichter: Juri Frischer ( Estland) \| \| Spielbericht \| | \| Freitag 4. Juni 2021 um 19:00 Uhr (Ortszeit) in Liepāja (Daugava Stadium) \| \| Ergebnis: 3:1 (1:0) \| \| Zuschauer: 2.305 \| \| Schiedsrichter: Juri Frischer ( Estland) \| \| Spielbericht \|                                                                                   | Litauen |
| Lettland                                                                  | Roberts Ozols – Roberts Savaļnieks, Antonijs Černomordijs, Mārcis Ošs , Raivis Jurkovskis – Krišs Kārkliņš, Eduards Emsis (37. Jānis Ikaunieks), Alvis Jaunzems (61. Vitālijs Maksimenko), Artūrs Zjuzins (62. Vladislavs Fjodorovs) – Andrejs Cigaņiks (62. Raimonds Krollis), Roberts Uldriķis (73. Aleksejs Saveljevs) Cheftrainer: Dainis Kazakevičs | Tomas Švedkauskas – Saulius Mikoliūnas , Markas Beneta, Edvinas Girdvainis, Egidijus Vaitkūnas – Justas Lasickas, Martynas Dapkus (46. Paulius Golubickas), Domantas Šimkus (56. Vytas Gašpuitis), Arvydas Novikovas – Ovidijus Verbickas, Fedor Černych Cheftrainer: Valdas Urbonas | Litauen |
| Lettland                                                                  | 1:0 Beneta (37., Eigentor) 2:1 Emsis (69.) 3:1 Uldriķis (85.) | 1:1 Golubickas (67.) | Litauen |
| Lettland                                                                  | Andrejs Cigaņiks (62.) | | Litauen |
| Freitag 4. Juni 2021 um 19:00 Uhr (Ortszeit) in Liepāja (Daugava Stadium) | | |         |
| Ergebnis: 3:1 (1:0)                                                       | | |         |
| Zuschauer: 2.305                                                          | | |         |
| Schiedsrichter: Juri Frischer ( Estland)                                  | | |         |
| Spielbericht                                                              | | |         |

## Estland gegen Lettland
| Estland                                                                       | Estland | Lettland | Lettland |
| ----------------------------------------------------------------------------- | --- | --- | -------- |
| Estland                                                                       | \| Donnerstag 10. Juni 2021 um 19:00 Uhr (Ortszeit) in Tallinn (A. Le Coq Arena) \| \| Ergebnis: 2:1 (2:0) \| \| Schiedsrichter: Robertas Valikonis ( Litauen) \| \| Spielbericht \| | \| Donnerstag 10. Juni 2021 um 19:00 Uhr (Ortszeit) in Tallinn (A. Le Coq Arena) \| \| Ergebnis: 2:1 (2:0) \| \| Schiedsrichter: Robertas Valikonis ( Litauen) \| \| Spielbericht \| | Lettland |
| Estland                                                                       | Karl Jakob Hein – Karol Mets, Joonas Tamm, Märten Kuusk (27. Maksim Paskotši), Artur Pikk – Konstantin Vassiljev (49. Markus Poom), Sander Puri (85. Henrik Pürg), Vladislav Kreida, Mattias Käit (49. Bogdan Vaštšuk) – Rauno Sappinen (85. Henrik Ojamaa), Henri Anier Cheftrainer: Thomas Häberli ( Schweiz) | Roberts Ozols – Vladislavs Fjodorovs (64. Alvis Jaunzems), Kaspars Dubra , Mārcis Ošs, Raivis Jurkovskis (61. Vladislavs Sorokins) – Eduards Emsis, Aleksejs Saveljevs (46. Krišs Kārkliņš), Roberts Savaļnieks (86. Elvis Stuglis), Artūrs Zjuzins (46. Raimonds Krollis) – Andrejs Cigaņiks (77. Dāvis Ikaunieks) Cheftrainer: Dainis Kazakevičs | Lettland |
| Estland                                                                       | 1:0 Mattias Käit (5.) 2:0 Mattias Käit (40.) | 2:1 Dāvis Ikaunieks (?, Foulelfmeter) | Lettland |
| Estland                                                                       | Karol Mets (66.), Joonas Tamm (69.), Artur Pikk (80.), Maksim Paskotši (83.), Markus Poom (84.), Henri Anier (90.+4') | Mārcis Ošs (18.), Aleksejs Saveljevs (45.+1'), Alvis Jaunzems (79.), Raimonds Krollis (88.) | Lettland |
| Donnerstag 10. Juni 2021 um 19:00 Uhr (Ortszeit) in Tallinn (A. Le Coq Arena) | | |          |
| Ergebnis: 2:1 (2:0)                                                           | | |          |
| Schiedsrichter: Robertas Valikonis ( Litauen)                                 | | |          |
| Spielbericht                                                                  | | |          |